# Kultura se zvoncovitými poháry

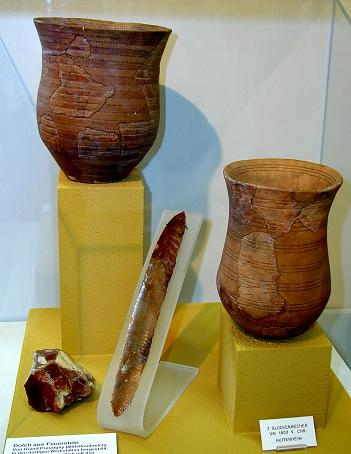
Artefakty kultury zvoncových pohárů

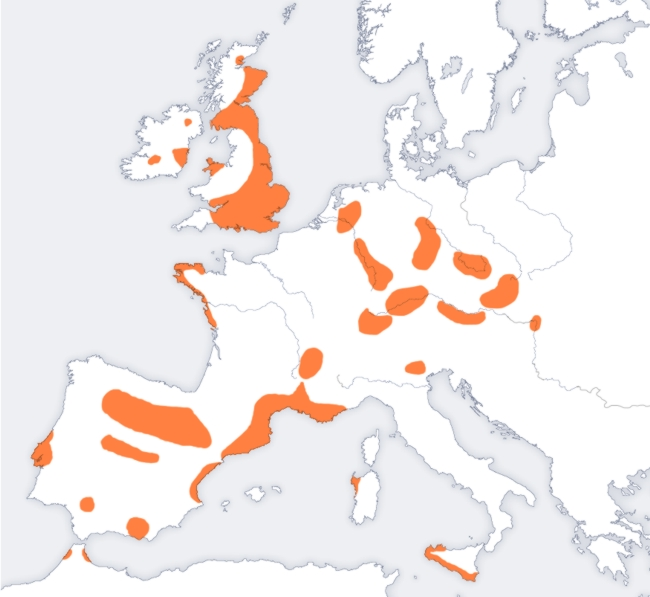
Rozšíření kultury se zvoncovitými poháry (Podle RJ Harrison, The Beaker Folk. Copper Age archaeology in Western Europe. Ancient Peoples and Places 97, London 1980)

Kultura zvoncových pohárů je datována do pozdního eneolitu až do počátku doby bronzové. Kultura existovala na mnoha místech západní a střední Evropy a Maroka zhruba v období 2900 před Kr. až 1800 před Kr./1700 před Kr. (kalibrované údaje, datování se liší podle lokality), s jádrem nejspíš v době 2400 před Kr. až 1800/1700 před Kr.

## Názvosloví
Kultura je nazvaná podle keramických pohárů, které připomínají tvarem převrácený zvon. Tyto poháry mají mimo toho nezvykle zpracovanou hlínu a červeně zabarvený povrch, zpravidla s vkolkovanou výzdobou v horizontálních pásech. Objevují se také mísy se zataženým okrajem na nožičkách. Nádoby byly červené s bílým dekorem a bohatě zdobené. Na výrobu vzácných šperků se používal jantar. Mohyly měly plochý tvar.[zdroj?]

## Artefaktová základna
Kultura se zvoncovitými poháry je typická především svými bohatě zdobenými poháry, o kterých bývá uvažováno jako o předmětech rituálního či jinak významného rázu (předmět obchodu, směny?). Kromě nich se vyskytuje tzv. průvodní keramika, u které se usuzuje na praktické užití. Ta bývá mnohdy obtížně rozpoznatelná, protože bývá nezdobená a lokálně se může dosti odlišovat.
U této kultury, stejně jako u předchozí kultury se šňůrovou keramikou, je velmi typická téměř naprostá absence sídlištních kontextů, jsou známy prakticky výhradně hrobové nálezy. V souvislosti s tím bylo v minulosti uvažováno a kočovném životě tehdejších komunit, po kterém by se z archeologického hlediska zachovalo minimum stop. Tyto teze však byly úspěšně vyvráceny Evženem Neustupným. Podle něj měly stavby nadzemní ráz, takže nezasahovaly pod povrch terénu, a nejsou proto archeologicky zachytitelné.
Hroby podléhají silné pohlavní diferenciaci, která se odráží v odlišném umisťování mrtvých do hrobu (muži leží na levém boku, ženy na pravém) a specifickými druhy ukládaných artefaktů (vyskytuje se několik případů, kdy antropologické určení pohlaví nekoresponduje s druhem artefaktů a především polohou kostry v hrobě, to bývá vysvětlováno jako součást odlišného vnímání gendrové příslušnosti, který je etnograficky doložen například u severoamerických indiánů) . Pro mužské hroby jsou typické kamenné nátepníky (stále se vedou spory zda mohly mít praktickou či jen symbolickou funkci), měděné závěsky, které tvarově připomínají luk (tzv. lukovité závěsky), kamenné hroty šípů a některé druhy zpravidla picí keramiky. Ženy mívají v hrobech šperky. Lukostřelba hrála v životě tehdejší společnosti patrně velmi významnou roli.

## Rozšíření kultury
Pozůstatky se nachází na (nesouvislých) územích:
- v Německu (střed a Bavorsko), místy ve Švýcarsku, v horním Povislí, místy v Čechách, na jižní Moravě, místy v Rakousku, ojediněle na jihozápadním Slovensku (Skalica, Sládkovičovo, Hoštice za Hanou[3], v Maďarsku okolo Budapešti
- v okolí Pádu v Itálii, v Katalánsku, jižní Francii a přilehlé Itálii, na Sardinii, Sicílii, Baleárech, v jižním a středním Španělsku, v části Portugalska, v Galicii
- v severozápadní Francii, na ostrově Velká Británie (téměř celém), vzácně v Irsku, v Holandsku, vzácně v Dánsku
- v Maroku (Afrika)

Do střední části Evropy pronikal lid kultury zvoncových pohárů od západu po proudu Dunaje až do severní části Karpatské kotliny a odtud se pod tlakem raně bronzových kultur stáčel zpět do Dolního Rakouska, na Moravu a dále do jižního Polska a Čech. Místy se setkával a mísil s kulturou se šňůrovou keramikou.
Do této kultury časově a územně spadá např. i Stonehenge a Avebury.

## Rozdělení
Dělí se na několik lokálních skupin, např.:
- csepelská skupina (Maďarsko)
- bavorská skupina
- česká skupina
- moravská skupina
- rakouská skupina

## Původ a charakteristika
Oblast vzniku kultury je nejistá. Předpokládá se, že vznikla na Pyrenejském poloostrově, odkud se rozšířila do Maroka a podél velkých řek přes Francii a Švýcarsko do Podunají a dále přes Moravu do Čech a k horní Visle. Je mnoho důvodů domnívat se, že šlo o osobité etnikum: podle antropologických výzkumů a nálezů se nositelé této kultury odlišují od okolní domácí populace: mají krátkou, širokou a vysokou lebeční dutinu s velkou širokou tváří, vysokou dolní čelistí, vyššími očnicemi a užším, velmi výrazným nosem. V Polsku a Německu jsou vidět známky mísení této populace s domácí populací.
V kontinentální Evropě se lid této kultury věnoval především zemědělství a asi i vyhledávání měděných rud a jejich zpracování. V Anglii se věnoval zemědělství, pastevectví a těžbě pazourku. Ve střední Evropě je kultura známa jen z pohřebišť (zpravidla kostrových), v Maďarsku a na Moravě a v Čechách i ze sídlišť.